# Lagenocarpus venezuelensis
Lagenocarpus venezuelensis là loài thực vật có hoa trong họ Cói. Loài này được Davidse mô tả khoa học đầu tiên năm 1993.